# Budynek szkoły podstawowej nr 1 im. Mikołaja Kopernika w Iławie
Szkoła Podstawowa nr 1 im. Mikołaja Kopernika w Iławie – neogotycki budynek przy ul. Kościuszki 2. 
Budynek został wzniesiony w 1898 roku i określany jest przez mieszkańców Iławy mianem "czerwonej szkoły". Od 6 października 1899 r. znajdowała się tutaj Stadtschule, czyli szkoła miejska, zaś w 1945 r. budynek zmienił swoje przeznaczenie na potrzeby tymczasowego szpitala wojskowego. W 1946 r. umieszczono tam szkołę podstawową, której w 1969 r. nadano imię Mikołaja Kopernika. Budynek szkoły usytuowany jest na planie podkowy z dość charakterystycznymi oknami na półpiętrze i maswerkiem pośrodku w postaci trzech kół ze środkową rozetą. Szkoła w latach 1999-2017 pełniła funkcję gimnazjum.